# Amt Waldmichelbach
Das Amt Waldmichelbach war ein Amt des Großherzogtums Hessen. Sitz des Amtes war Wald-Michelbach.

## Funktion
Ämter waren eine Ebene zwischen den Gemeinden und der Landesherrschaft. Die Funktionen von Verwaltung und Rechtsprechung waren hier nicht getrennt. Dem Amt stand ein Amtmann vor, der von der Landesherrschaft eingesetzt wurde. 

## Geschichte
Das Amt Waldmichelbach wurde im April 1812 aus Teilen der Ämter Fürth und Lindenfels geschaffen. Zur Begründung wurde angeführt, dass dies dazu diene, Ordnung in die „ganz vermengt gelegenen Ortschaften und Höfe“ zu bringen. Die übrigen Teile der beiden Ämter wurden einem neu gefassten Amt Fürth zugeteilt. Die vorgenommene Neueinteilung stieß bei der Bevölkerung offensichtlich nicht nur auf Zustimmung. Sie beschwerten sich beim Großherzog. Daraufhin wurde die Zuteilung der Gemeinden an die Ämter im Juli 1812, auch grenzüberschreitend mit den Ämtern Bensheim und Heppenheim, in einigen Fällen revidiert.
1821 kam es zu einer Justiz- und Verwaltungsreform, mit der auch die Trennung der Rechtsprechung von der Verwaltung auf unterer Ebene umgesetzt wurde. Die Ämter wurden aufgelöst, ihre Aufgaben hinsichtlich der Verwaltung neu gebildeten Landratsbezirken, die erstinstanzliche Rechtsprechung Landgerichten übertragen. Das Amt Waldmichelbach wurde aufgelöst. An Stelle der bisher vom Amt Waldmichelbach wahrgenommenen Verwaltungsaufgaben trat nun der Landratsbezirk Lindenfels, hinsichtlich der Rechtsprechung das Landgericht Fürth.

## Bestand
- Aschbach[3] wurde erst im Juli 1812 vom Amt Fürth an das Amt Waldmichelbach abgetreten[4],
- Birkenau gehörte den Wambolt von Umstadt, die dort Patrimonialgerichtsherren waren[5],
- Buchklingen[6],
- Dürr-Ellenbach[7] wurde erst im Juli 1812 vom Amt Fürth an das Amt Waldmichelbach abgetreten[8],
- Eichelberger Höfe[9],
- Ellenbach wurde im Juli 1812, nachdem es zunächst dem Amt Waldmichelbach zugeordnet worden war, an das Amt Fürth abgetreten[10],
- Gadern[11],
- Gaßbach[12],
- Geisenbach[13],
- Gorxheim[14],
- Gras-Ellenbach wurde im Juli 1812, nachdem es zunächst dem Amt Waldmichelbach zugeordnet worden war, an das Amt Fürth abgetreten[15],
- Groß-Breitenbach[16],
- Hartenrod[17],
- Hornbach[18],
- Klein-Breitenbach[19],
- Keuzebach[20]
- Kunzenbach[21],
- Lichtenklinger Hof[22],
- Löhrbach[23],
- Mackenheim[24],
- Mörlenbach[25],
- Nieder-Liebersbach[26],
- Nieder-Mumbach[27],
- Ober-Abtsteinach[28],
- Ober-Kreidach[29],
- Ober-Liebersbach[30],
- Ober-Mengelbach[31],
- Ober-Mumbach[32],
- Ober-Schönmattenwag[33],
- Reisen[34],
- Schimbach[35],
- Schnorrenbach[36],
- Siedelsbrunn[37],
- Trösel[38],
- Unter-Abtsteinach[39],
- Flockenbach[40],
- Unter-Kreidach[41],
- Vöckelsbach[42],
- Wald-Michelbach[43] und
- Weiher[44].

Das Gebiet des Amtes Waldmichelbach lag auf den Gemarkungen der heutigen Gemeinden Abtsteinach, Birkenau, Fürth (Odenwald), Gorxheimertal, Grasellenbach, Mörlenbach und Wald-Michelbach.

## Personen
- Franz Joseph Weilandt aus Ober-Steinach, bis zur Gründung des Amtes Waldmichelbach Justizamtmann und Oberamts-Accessist, erhielt die Stelle des Justizbeamten (Amtmann) im Amt Waldmichelbach.[45]